# Контији
Контији (фр. Contilly) је насељено место у Француској у региону Лоара, у департману Сарт.
По подацима из 2011. године у општини је живело 140 становника, а густина насељености је износила 11,22 становника/km².

## Демографија
| 1962. | 1968. | 1975. | 1982. | 1990. | 2011. |
| ----- | ----- | ----- | ----- | ----- | ----- |
| 245   | 241   | 192   | 162   | 172   | 140   |